# Лихвар
Лихвар је српски филм из 2021. године у режији Немање Ћеранића и сценарију Страхиње Маџаревића.

## Радња
Филм прати причу Мундира, зеленаша, бивших боксера који болује од дијабетеса. Он је човек старог кова који схвата да су се времена променила, природа посла зеленаша је сада другачија: све се ради преко уговора, преко адвоката, нема више претњи и пребијања као пре. У последње време је имао много пријава и мало је фалило да заврши у затвору.
Мундир се увек чврсто држао свог кодекса: нико му никад не остаје дужан и никада не даје паре наркоманима. Због тога је изградио име које се изговара са пуно поштовања. Услед проблема са пријавама и погоршања његовог дијабетеса, Мундир је у процесу покретања легалног посла - отварање теретане са салом за аеробик и борилачке вештине. Мундир жели да се повуче из прљавог посла, али то неће бити онолико лако како он мисли.

## Улоге
| Глумац              | Улога          |
| ------------------- | -------------- |
| Душан Петковић      | Мундир         |
| Страхиња Блажић     | Рамљан         |
| Јово Максић         | Кантар         |
| Бранко Видаковић    | Сони           |
| Милица Грујичић     | Катана         |
| Златан Видовић      | Блечић         |
| Иван Ђорђевић       | дужник         |
| Младен Андрејевић   | Бата Гробар    |
| Александар Ђурица   | др Полексић    |
| Татјана Венчеловски | Мирјана        |
| Милош Милаковић     | Мигза          |
| Стефан Бундало      | директор фирме |
| Сунчица Милановић   | Ксенија        |
| Драгољуб Ћеранић    | Бланко         |
| Недељко Зубац       | Шоне таксиста  |
| Немања Зубац        | пандур Гуштер  |
| Кристијан Марковић  | пандур Батез   |
| Немања Ћеранић      | Ика            |
| Душан Јовановић     | Станко         |
| Теодора Марчета     | васпитачица    |
| Петар Милићевић     | Стева Стопер   |
| Илија Мрђа          | син            |
| Ана Радовић         | Вишња          |
| Живорад Матијашевић | Жица           |

## Награде
- 49 ФЕСТ - награда листа Политика - Милутин Чолић
- 2 награда за сценарио на 45 фестивалу филмског сценарија у Врњачкој Бањи
- награда публике на филмском фестивалу у Рабу